# Benjamin Lang
Pour les articles homonymes, voir Lang.
Benjamin Lang est un rameur français, né le 4 février 1987 au Chesnay, de l'Emulation Nautique de Bordeaux.

## Biographie
Benjamin Lang est un rameur international Français né le 4 février 1987 au Chesnay (78). Fils de Jean Pierre Lang, auteur compositeur à succès.
Il arrive en 1997 au club de l’Emulation Nautique de Bordeaux. Il y fera une rencontre importante, Michel Andrieux, son futur entraineur (champion olympique en 2000, médaillé de bronze en 96). 
En 1999 première médaille nationale médaille de bronze aux championnats de France en tant que barreur, poste qu’il occupera régulièrement jusqu’à 2000 ou il remporte sa première médaille en tant que rameur. 
En 2004 première sélection en équipe de France junior pour les championnats du monde junior à Banyoles –Espagne- (9e en quatre barré).
En 2006 première sélection en équipe de France moins de 23 ans pour les championnats du monde moins de 23 ans à Hazewinkel – Belgique- (11em en 8+, ).
En 2007 première sélection en équipe de France A pour les championnats du monde à Munich – Allemagne - (10em en 8+). 
En 2008 première sélection olympique en tant que remplaçant pour les Jeux Olympiques de Pékin – Chine-. 
Il obtiendra sa première médaille mondiale à Linz – Autriche- en devenant vice champion du monde en deux barré en 2008.
En 2010, il met l’aviron entre parenthèses pour se concentrer sur son avenir professionnel et valider son master à l’ESC Montpellier. Il travaillera aussi durant cette année à Paris puis à l’étranger. 
Ce sera un retour manqué en 2011 puisqu’il échoue à qualifier le deux sans barreur aux Jeux Olympiques de Londres avec son coéquipier Mickaël Molina. 
En 2012, pas de Jeux Olympiques mais une médaille d’argent aux championnats du monde à Plovdiv –Bulgarie-. 
Cette saison sera aussi marquée par une victoire aux Régates Royales d’Henley – Angleterre- en deux sans barreur avec Mickael Molina.
Durant l’olympiade 2012-2016, Benjamin Lang sera un membre important de la construction du projet phare de la fédération, le 8, projet finalement abandonné un an avec[pas clair] les Jeux Olympiques de Rio. Il remporte durant ces années deux médailles de bronze en coupe du monde, ainsi qu’un nombre important de médailles au niveau national.
En 2016, Benjamin Lang sera vice-champion de France aux championnats de France bateaux courts, lui permettant de faire partie de l'équipage du 4- français. Après avoir terminé 3e aux championnats d'Europe en Allemagne début mai, le bateau tricolore se qualifie pour les Jeux olympiques d'été de 2016 et finit 11e équipage mondial.
Benjamin Lang est considéré comme l'un des meilleurs rameurs français en pointe de sa génération: entre 2005 et 2016, il a fini 9 fois médaillés aux championnats de France bateaux courts avec 7 coéquipiers différents. 
Benjamin Lang est médaillé d’Or de la Jeunesse et des Sports. Il est aussi membre du comité directeur de l’Emulation Nautique de Bordeaux. Il est vice-président et fondateur de Linkin Sport, une association de sportifs de haut niveau Bordelais. Il est aussi engagé dans avec la Commission d'Athlètes du Comité National Olympique et Sportif Français en tant qu'athlète élu.

## Palmarès

### Jeux Olympiques
- 2008 à Pékin, Chine
  - Remplaçant
- 2016 à Rio, Brésil
  - 11e en quatre sans barreur

### Championnats du monde
- 2008 à Linz, Autriche
  -  Médaille d'argent en deux de pointe avec barreur
- 2012 à Plovdiv, Bulgarie
  -  Médaille d'argent en deux de pointe avec barreur

| Année | Lieu         | Classement | Catégorie |
| ----- | ------------ | ---------- | --------- |
| 2007  | Munich       | 11e        | 8+        |
| 2008  | Linz         | 2e         | 2-        |
| 2009  | Poznań       | 5e         | 2-        |
| 2011  | Bled         | 12e        | 2-        |
| 2012  | Plovdid      | 2e         | 2-        |
| 2013  | Chungju      | 6e         | 8+        |
| 2014  | Asmterdam    | 6e         | 8+        |
| 2015  | Aiguebelette | 10e        | 8+        |

### Championnats d'Europe
- 2016 à Brandebourg-sur-la-Havel, Allemagne
  -  Médaille de bronze en quatre sans barreur